# Piment
Piment (Pimenta dioica, Surinaams-Nederlands: lontai) is een plant en specerij uit Midden-Amerika en West-Indië. Piment is ook wel bekend onder de naam Jamaicapeper, pimentbes, pimento, allspice, nagelpeper of nagelgruis. 

## Geschiedenis en aanbouw
Piment was waarschijnlijk reeds bekend bij de Azteken en de Maya's. Het werd er waarschijnlijk ceremonieel gebruikt en om chocolade mee te kruiden. Columbus kwam op zijn tweede reis (1493–1496) op Jamaica in aanraking met piment. In de zestiende eeuw werd het in de Europese keuken geïntroduceerd. Jamaica is ook in de 21e eeuw nog de belangrijkste producent van piment, daarnaast wordt het in verschillende landen in Midden-Amerika verbouwd.

## Verwerking
De zaden worden gebruikt in gedroogde vorm, eventueel gemalen. Piment is een belangrijk ingrediënt in de Caraïbische keuken. Het wordt gebruikt in zowel hartige als zoete gerechten. Ook in de Verenigde Staten, Groot-Brittannië en het Midden-Oosten wordt het aan diverse gerechten toegevoegd. In Jamaica wordt het hout van de pimentboom gebruikt voor het barbecueën van de populaire "jerk chicken" en "jerk pork".

## Kenmerken
Piment heeft een aroma van kruidnagel, peper, kaneel en nootmuskaat. De smaak is vrij zacht en minder pittig dan zwarte of witte peper.

## Methyleugenol
In de uit het plantenmateriaal gewonnen etherische olie wordt de stof methyleugenol aangetroffen. Bij dierproeven en ander onderzoek blijkt deze stof mutageen te zijn en daarmee mogelijk kankerverwekkend.